# 三菱一號館美術館

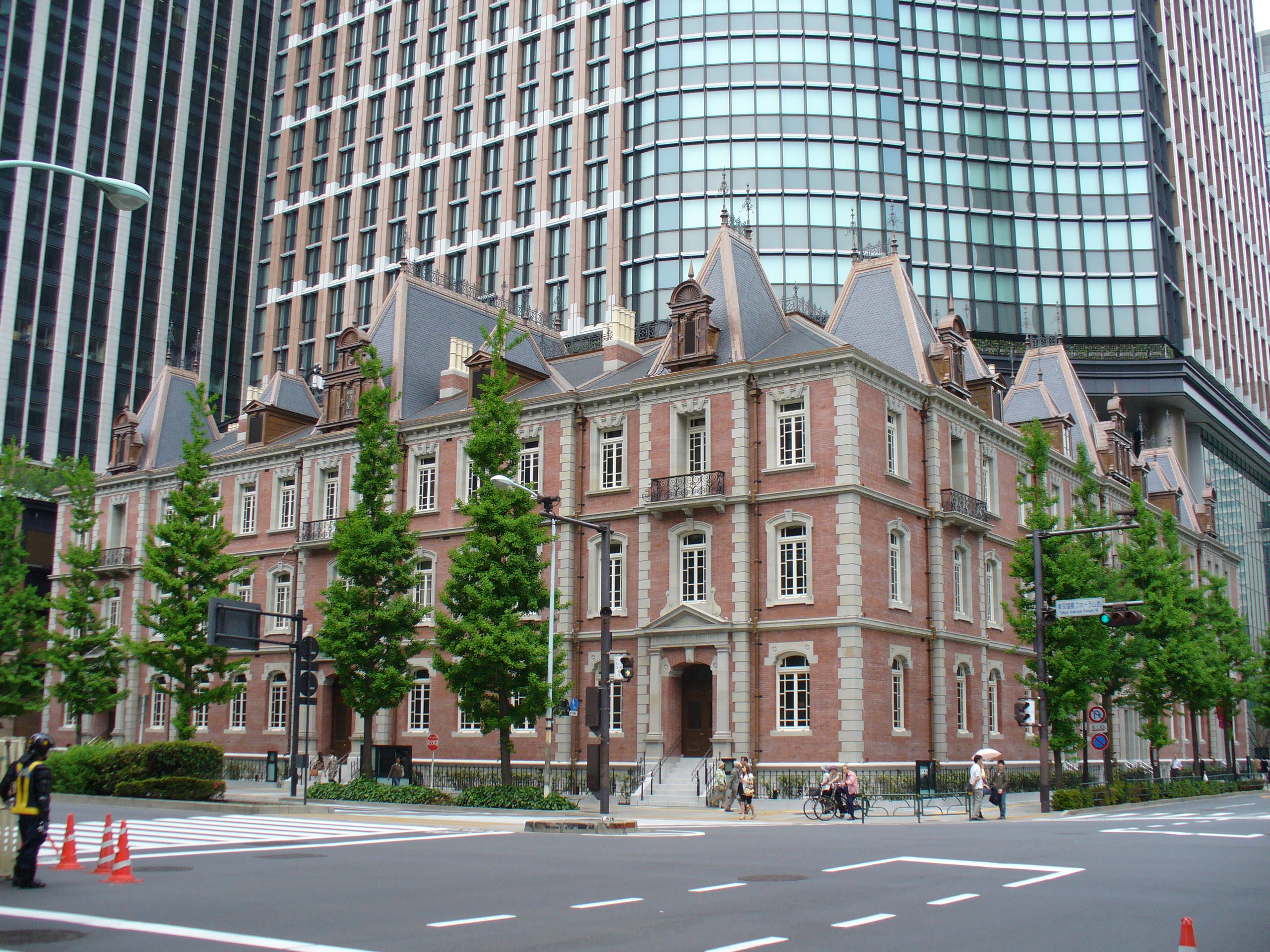
三菱一號館美術館

三菱一號館美術館（日语：／ Mitsubishi Ichigōkan Bijutsukan */?）是位於日本東京都千代田區丸之內的一座美術館。這座美術館是三菱地所運營的企業博物館。美術館的建築是建於明治時代的舊三菱一號館的複製品，共有三層。

## 历史
美術館開館於2010年，主要展示19世紀的近代美術品。美術館收藏有眾多亨利·德·土魯斯-羅特列克的作品。

## 外部連結
- 三菱一号館美術館
- 三菱一號館美術館的X（前Twitter）
- 丸の内ブリックスクエア
- 一丁倫敦と丸の内スタイル展（页面存档备份，存于）（竣工記念展）